# ریچارد ویلیامز
ریچارد ادموند ویلیامز (به انگلیسی: Richard Edmund Williams) (زاده ۱۹ مارس ۱۹۳۴ در تورنتو، درگذشته ۱۶ اوت ۲۰۱۹) انیماتور و کارگردان پویانمایی کانادایی بود.

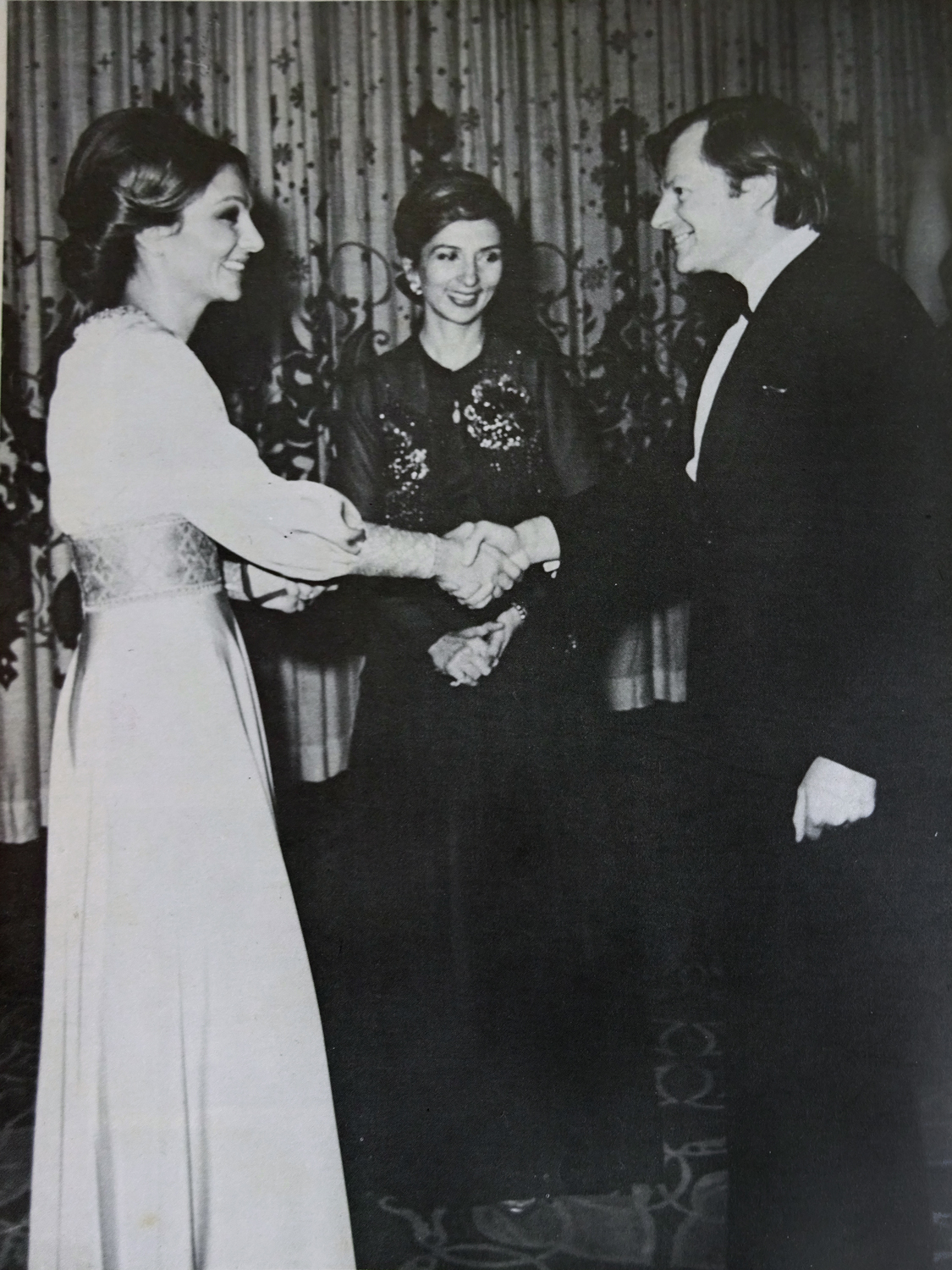
دیدار فرح پهلوی با ریچارد ویلیامز - جشنواره فیلم تهران ۱۹۷۵

او به خاطر شرایط خاص خانواده‌اش به یادگیری نقاشی پرداخت (پدر و مادرش هر دو نقاش بودند). نخستین معلم نقاشی وی چارلز تورسون بود که اولین نقاشی‌های باگزبانی را در سال ۱۹۴۸ طراحی کرده بود. ریچارد ویلیامز نوازندهٔ ترومپت نیز بود. او کارگردان شناخته شده‌ای برای فیلم «چه کسی برای راجر رابیت پاپوش دوخت؟» و برای فیلم ناتمامش «دزد و پینه‌دوز» بود. او همچنین طراح عنوان بندی فیلم و انیماتور بود؛ از معروف‌ترین آثار او در زمینه عنوان بندی فیلم می‌توان به «چه خبر، پوسی کت؟» (۱۹۶۵)، و «یورش تیپ سبک» (۱۹۶۸) اشاره کرد. وی همچنین دو قسمت آخر فیلم «پلنگ صورتی» را متحرک‌سازی کرده‌است. ریچارد ویلیامز در عین حال یک کلکسیون دار نادر نیز بود. او در دفتر کارش در لندن انبار عظیمی از نقاشی‌های هزاران فیلم والت دیزنی و طراحی‌های ۲۰ فیلم را دارد که در نوع خود بی‌نظیر است. او در طول دو سال و نیم کار روی راجر رابیت، بالاترین رقم دستمزد طراحی کارتون یعنی به ازاء هر ثانیه، ۳۰۰۰۰۰ دلار دریافت کرده‌است.

## حرفه
درسال ۱۹۴۰ کار انیمیشن را از استودیوی United Productions of America به عنوان کارآموز آغاز کرد و مورد توجه هنرمندان عصر طلایی انیمیشن آمریکا از قبیل چاک جونز، کن هریس، میلت کال و آرت بابیت شد. در سال ۱۹۵۵ به اسپانیا و سپس به انگلستان مهاجرت کرد. در اواسط دهه ۱۹۶۰ به خاطر فیلم «جزیره کوچک» نامزد جایزه بفتا شد. او جایزه آکادمی علوم را که برای عموم به عنوان جایزه اسکار شناخته شده، برای فیلم «سرود کریسمس»، و «آنِ ژنده پوش و اندی: یک داستان موزیکال» (۱۹۷۷) و جایزه امی برای تله فیلم «هدیه‌ای برای زیگی» (۱۹۸۲) را از آن خود کرد. او همچنین به عنوان کارگردان و انیماتور برای فیلم «چه کسی برای راجر رابیت پاپوش دوخت؟» (۱۹۸۸) موفق به دریافت دو جایزه اسکار شد. وی همچنین کتابی تحسین‌برانگیز به نام «بسته نجات بخش انیماتورها» را در سال ۲۰۰۰ منتشر کرده‌است.

## زندگی شخصی
ویلیامز در شانزدهم اوت سال ۲۰۱۹ در خانه خود در بریستول انگلیس بر اثر سرطان درگذشت